# Баршим, Мутаз Эсса
Мутаз Эсса Баршим (араб. معتز عيسى برشم‎; род. 24 июня 1991, Доха) — катарский прыгун в высоту, олимпийский чемпион 2020 года и трехкратный призёр Игр (2012, 2016 и 2024), трёхкратный чемпион мира 2017, 2019 и 2022 годов, чемпион мира в помещении 2014 года, трёхкратный победитель Азиатских игр (2010, 2014, 2022), многократный чемпион Азии. Является одним из двух олимпийских чемпионов от Катара за всю историю.
Обладатель рекорда Азии и национального рекорда — 2,43 м.

## Биография
Имеет суданское происхождение. Родился в спортивной семье. Его отец в прошлом был бегуном на средние и длинные дистанции, а в настоящее время является тренером в местном спортивном клубе. У Баршима есть четыре брата, один из которых также прыгун в высоту — Муамер Аисса Баршам (род. 1994), а также сестра.

## Карьера
До 15 лет он также выступал в прыжках в длину, но затем окончательно перешёл на высоту. На международных соревнованиях начал выступать в 2009 году. Чемпион мира среди юниоров 2010 года. На чемпионате мира 2011 года занял 7-е место. Занял 9-е место на чемпионате мира в помещении 2012 года. Бронзовый призёр Олимпийских игр 2012 года с результатом 2.29 м.
Победитель соревнований Europa SC High Jump 2013 года с результатом 2,36 м.

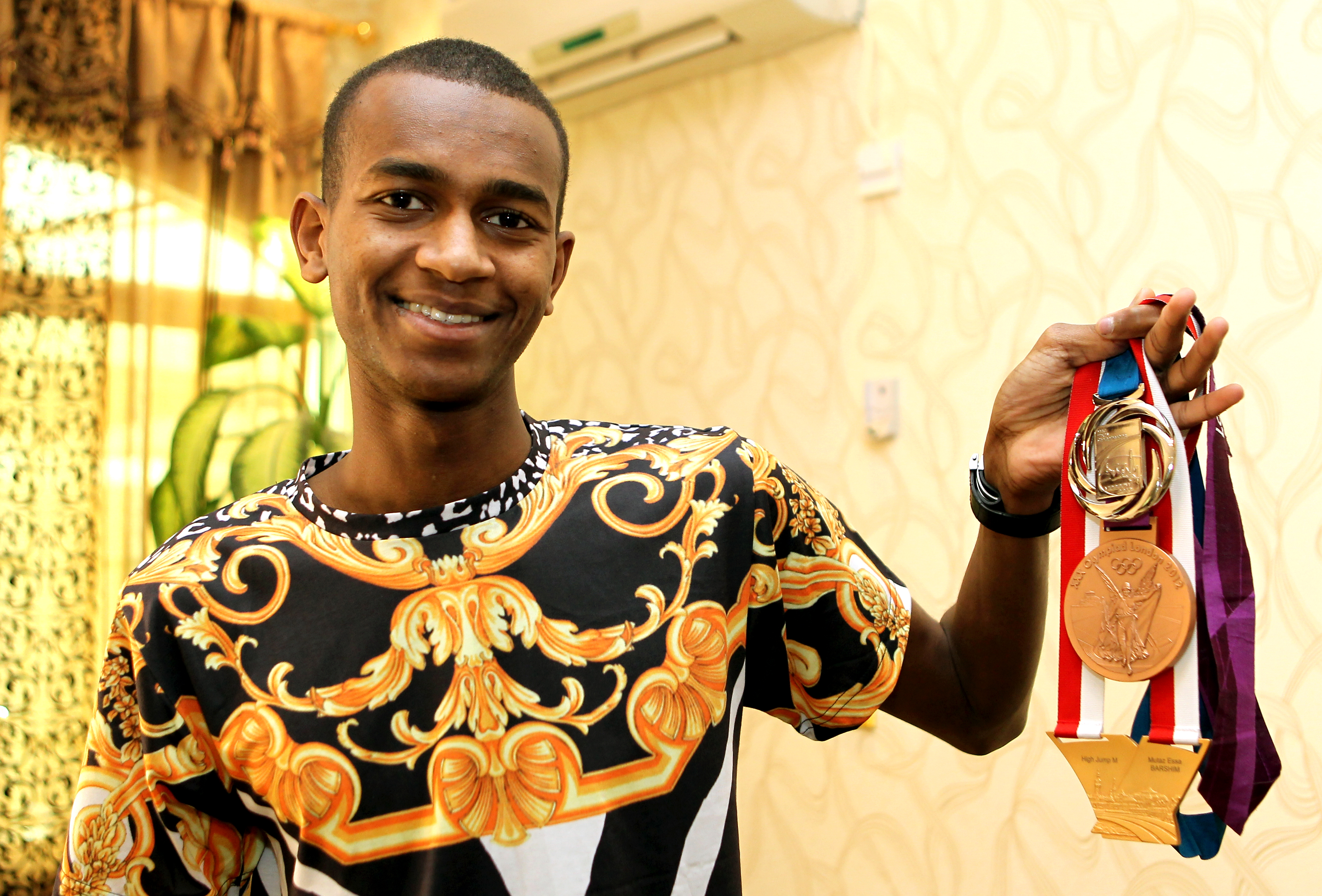
2014 год

16 февраля 2014 года стал чемпионом Азии в помещении с результатом 2,36 м. Также сделал 3 попытки на высоте 2,41 м, но они оказались неудачными. 5 июня стал победителем Golden Gala с новым рекордом Азии — 2,41 м. 14 июня занял 2-е место на Adidas Grand Prix, уступив по попыткам Богдану Бондаренко, с результатом 2,42 м — это новый рекорд Азии. Также он сделал одну попытку на 2,44 м и две попытки на 2,46 м, но они оказались неудачными.
5 сентября в стал победителем последнего этапа Бриллиантовой лиги — Мемориала Ван-Дамма. Он выиграл с результатом 2,43 м, прыгнув эту высоту с первой попытки, а также сделал 3 попытки на высоте 2,46, однако не смог преодолеть планку. После этой победы он стал победителем Бриллиантовой лиги 2014 года.
В 2015 году, 4 февраля, стал победителем соревнований Banskobystrická latka в словацком городе Банска-Бистрица. Он выиграл с новым рекордом Азии в помещении — 2,40 м. 8 февраля стал победителем соревнований в чешском городе Тршинец с результатом 2,30 м. 18 февраля на соревнованиях в ирландском городе Атлон выиграл с новым рекордом Азии в помещении — 2,41 м и сделал три попытки на высоте 2,44 м, но неудачно.
На Олимпийских играх 2016 года в Бразилии Баршим занял второе место с результатом 236 см, золото выиграл канадец Дерек Друэн (238 см).
1 августа 2021 года 30-летний Баршим выиграл олимпийское золото на Играх в Токио. В финале на Японском национальном стадионе Баршим прыгнул на 237 см и разделил первое место с 29-летним итальянцем Джанмарко Тамбери, который показал такой же результат. Олимпийское золото Баршима стало вторым в истории Катара во всех видах спорта, накануне, 31 июля, первое золото в истории страны завоевал тяжелоатлет Фарис Ибрахим.